# Harald Immanuel Hannover
Harald Immanuel Hannover, född 17 maj 1861 i Köpenhamn, död 9 september 1937 var en dansk tekniker. Han var son till Adolph Hannover och bror till Emil Hannover.

## Biografi
Hannover avlade polyteknisk examen i mekanik 1884 och tjänstgjorde därefter vid statsbanornas maskinverkstad, därefter som konstruktör hos Bonnesen & Danstrup och som lärare vid Teknisk Selskabs Skole. Han studerade under en tid lantbruksmaskiner, men övergav, då han 1888 blev docent i mekanisk teknologi vid Polyteknisk Læreanstalt. År 1894 utnämndes han till professor i mekanisk teknologi, och 1912 blev han direktör for anstalten. Han omvaldes 1917 till sistnämnda post, men avgick 1922.
Hannover bidrog i hög grad till att öka intresset för sitt ämne, även genom att utveckla den tekniska samlingen, som 1908 blev tillgänglig för allmänheten. I anslutning till sitt ämne företog han en rad studieresor, bland annat 1885–1886 i Tyskland, Frankrike och England, 1893 i Nordamerika, 1895 i Tyskland, Schweiz och Österrike. Han var verksam vid inrättandet av Statsprøveanstalten, vars direktör han var från 1896 till 1912, då han blev direktör for läroanstalten. Han var initiativtagare till inrättandet av läroanstaltens maskinlaboratorium.
Hannover ägnade sig i hög grad åt materialprovning; han införde metallmikroskopin i Danmark och gav självständiga bidrag genom införandet av bland annat särskilda nötningsprov. Som resultat av hans intresse på detta område kan nämnas användningen av molera till molersten, till vilken han gav sitt stöd, och framställningen av porös metall.
Hannover var 1888 inspektör för maskinavdelningen vid den nordiska utställningen i Köpenhamn och förestod som sådan denna avdelning under maskinkommitténs ledning. Åren 1895 och 1897 var han Ingeniørforeningens delegat vid materialundersökningskongresserna i Zürich och Stockholm, från 1895 medlem av styrelsen för den internationella föreningen för materialundersökningar, från 1907 medlem och från 1912 även vice ordförande i styrelsen för Fagskolen for Håndværkere og mindre Industridrivende, från 1909 för den Letterstedt’ske Forening, från 1912 för de forenede Papirfabrikker, från 1914 för Selskabet for Naturlærens Udbredelse, från 1916 för den teknikhistoriska samlingen, från 1912 ordförande i styrelsen för G.A. Hagemann’s Kollegium och från 1915 medlem av och från 1917 ordförande i styrelsen för Dansk Kugleleje A/S, samt från 1917 medlem av styrelsen for A/S Accumulator-Fabrikken och 1918–1921 ordförande for kommittén angående militärt flygväsende.

## Utmärkelser
- Riddare av Dannebrogorden,  1901[2]
- Dannebrogsmännens hederstecken,  1913[2]
- Kommendör av Dannebrogorden,  1920[2]
- Kommendör av första graden av Dannebrogorden,  1931[2]

[Redigera Wikidata]